# 蔡澄
蔡澄（？—1645年），字嗣清，福建漳州府龍溪縣人，明朝、南明政治人物。

## 生平
蔡澄是萬曆四十年（1612年）的舉人，到天啟五年（1625年）成進士，其時魏忠賢得勢，他不願意依附，同時自己的雙親年老，於是提出試任南京官職，方便給假省親，是明朝第一位於南京選任實習的進士。
崇禎初年，蔡澄補任職方主事，遷員外郎，外任肅州僉事。當地邊防緊急，軍事文書傳遞迅速。他就重視斥候，核查軍籍，多方防禦，有事攻守同時進行，多次打勝仗，轉任湖廣參議。楊嗣昌因為奪情被黃道周與何楷彈劾，在剿滅楚地寇匪時獲賜尚方劍；得知蔡澄是黃道周同鄉，又是何楷姻親，因此很是怨恨他，令人窺視他的錯誤，但多年無所獲。陳睿謨看重他的才能，讓他帶兵平定苗族叛亂，改官廣西副使。巡按李仲熊是蔡澄門下士，得知北京危急，向各部隊徵召入朝支援，蔡澄提供糧餉資助。不久北京被攻陷，李仲熊離開，他日益孤立。弘光帝即位，調任蔡澄到嶺東，擢任參政，隆武初年在任內去世。

## 引用
1. 1 2  錢海岳《南明史·卷四十八·列傳第二十四》：蔡澄，字嗣清，龍溪人。天啟五年進士。主使者方以附魏忠賢得相，澄心非之，未嘗私謁。循例觀政，應得京官，念二親年老，而奄勢日盛，願改南曹，以便假省。明制，在部觀政而南選者，前所未有也。
2. ↑  乾隆《龍溪縣志·卷十三·選舉》：（萬曆）四十年壬子 解元高崇榖 蔡澄 乙丑進士
3. ↑  錢海岳《南明史·卷四十八·列傳第二十四》：崇禎初，入補職方主事，遷員外郎，出肅州僉事。時疆圉孔棘，羽檄交馳。澄謹斥堠，核戎籍，多方設備，有事攻守並用，屢以捷聞。轉湖廣參議。
4. ↑  錢海岳《南明史·卷四十八·列傳第二十四》：先楊嗣昌以奪情為黃道周、何楷所劾，嗣昌出辦楚寇，賜尚方劍。知澄與道周同里，且為楷姻，銜之，令人伺隙，彌年無得。陳睿謨重其才，苗夷或蠢動，輒令提兵平之。改廣西副使。巡按李仲熊，澄門下士也。聞北京危，急檄諸部入援，而澄輸餉以濟。未幾，京師破，仲熊去，勢益孤。安宗立，調嶺東，擢參政。隆武初，卒於官。